# Madonna Medici (Rogier van der Weyden)
La Madonna Medici es un óleo sobre tabla del artista del primitivo flamenco Rogier van der Weyden, datado en torno a 1460–1464 y guardado en el Instituto de arte Städel, Fráncfort, Alemania.

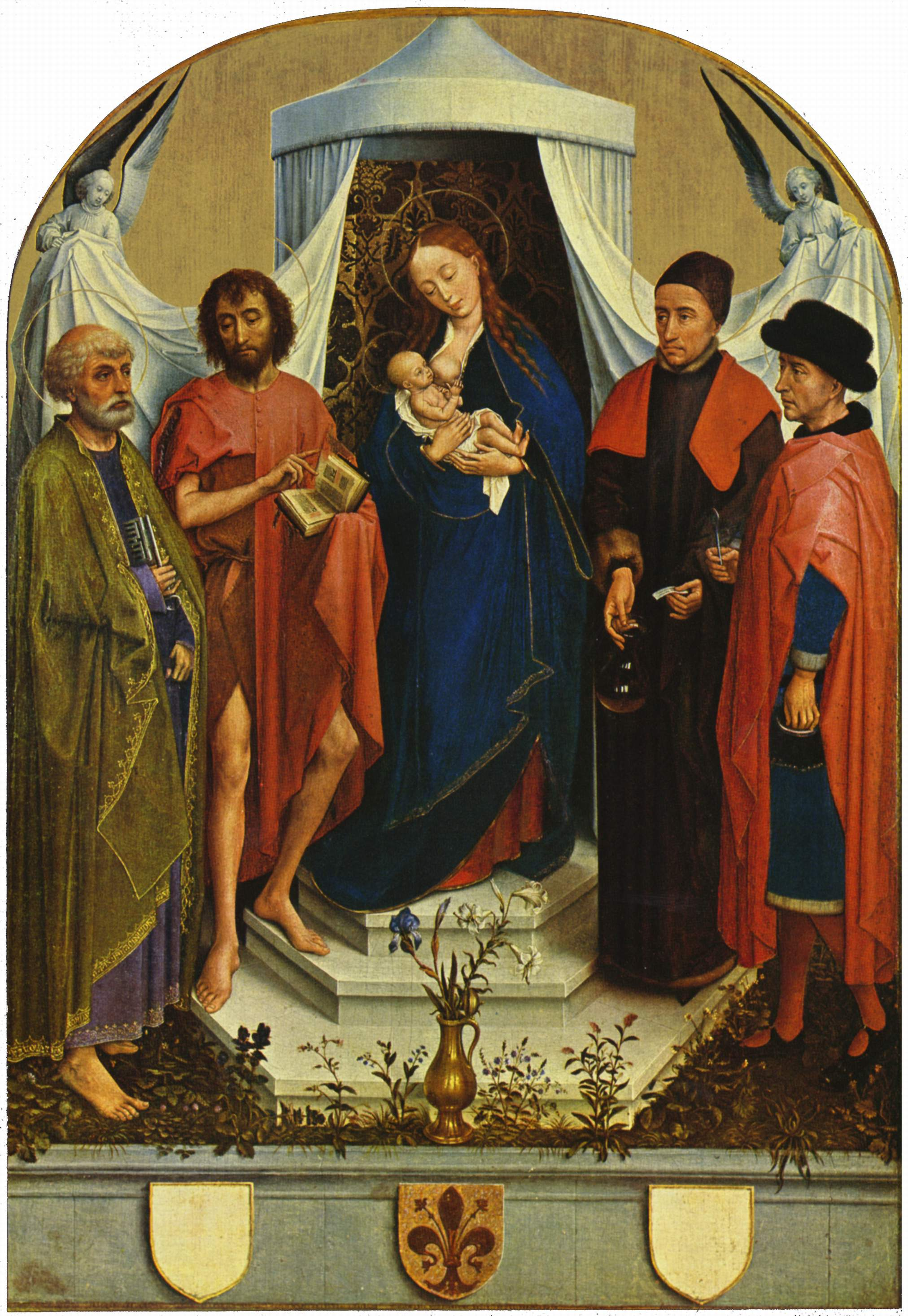
La Virgen con el Niño y cuatro santos, Pedro, Juan Bautista, Cosme y Damián (Madonna Médici).

Se sabe que el trabajo fue encargado por la familia Médici de Florencia, como atestigua el escudo de armas florentino con un lirio rojo en el centro en la parte inferior. La obra ha sido datada en 1450–1451, cuando el artista viajó a Roma visitando varias cortes italianas, o en 1460–1464, los mismos años de la Lamentación de Cristo, inspirada en Fra Angelico y ahora en los Uffizi.

## Descripción
Sobre un fondo de oro, van der Weyden pintó a modo de baldaquino una tienda de tela blanca forrada en precioso damasco, abierta y sostenida cada parte por un ángel, bajo la que se encuentran la Virgen con el Niño, San Pedro, San Juan Bautista (patrón de Florencia), San Cosme y San Damián (protectores de la Casa Medici). Cosme es retratado mientras pone una moneda en la bolsa que cuelga de su cinturón, una referencia a su leyenda, según la cual había aceptado una pequeña suma por una actuación médica, causando la furia de su hermano Damián.
En primer plano se sitúa una especie de bodegón con la atención típica del artista a los detalles naturales. En el centro hay un ánfora metálica dorada, en la que hay varios lirios: los blancos simbolizan la pureza de la Virgen, mientras los rojos en el césped son otra referencia  a Florencia.